# Karen Gallardo
Karen Pamela Gallardo Pinto (ur. 6 marca 1984 w Copiapó) – chilijska lekkoatletka, dyskobolka. Siedmiokrotna medalistka mistrzostw Ameryki Południowej, złota medalistka igrzysk Ameryki Południowej, trzykrotna złota medalistka igrzysk boliwaryjskich, dwukrotna złota medalistka mistrzostw ibero-amerykańskich, mistrzyni Ameryki Południowej U-23. Sześciokrotna uczestniczka mistrzostw świata i trzykrotna uczestniczka igrzysk olimpijskich (Londyn, Rio de Janeiro, Tokio).

## Przebieg kariery
W 2004 roku została srebrną medalistką młodzieżowych mistrzostw kontynentu. Dwa lata później zdobyła brązowy medal mistrzostw Ameryki Południowej seniorów a także została złotą medalistką mistrzostw kontynentu U-23 (rozgrywanych równocześnie w ramach igrzysk Ameryki Południowej). W 2007 roku premierowo wystąpiła na igrzyskach panamerykańskich, w których finał zakończyła na 12. miejscu. W 2008 roku otrzymała pierwszy w karierze medal mistrzostw ibero-amerykańskich, na czempionacie w Iquique zdobyła tytuł wicemistrzowski. Była uczestniczką uniwersjady w Belgradzie, tamtejsze zmagania zakończyła na 8. miejscu w finale. W 2011 roku zadebiutowała na mistrzostwach świata, gdzie ostatecznie zajęła 12. miejsce w swej grupie eliminacyjnej.
W olimpijskim debiucie, który miał miejsce w Londynie, odpadła w eliminacjach, uzyskując rezultat 60,09 m oraz zajmując 12. miejsce w grupie i 20. miejsce w klasyfikacji końcowej.
W 2013 roku ponownie wystartowała w lekkoatletycznych mistrzostwach świata – również tym razem odpadła w eliminacjach, zajmując 7. miejsce w grupie. W Trujillo sięgnęła po pierwszy w karierze złoty medal igrzysk boliwaryjskich. W 2014 roku zdobyła pierwszy tytuł mistrzowski na czempionacie ibero-amerykańskim, złoty medal obroniła dwa lata później w Rio de Janeiro.
Na igrzyskach olimpijskich rozgrywanych w Rio de Janeiro osiągnęła w eliminacjach wynik 57,81 m. Dał jej 8. miejsce w grupie oraz 18. miejsce w gronie wszystkich zgłoszonych dyskobolek, tym samym ona nie awansowała do finału.
W kolejnych latach startów m.in. zajęła 15. miejsce w grupie eliminacyjnej podczas mistrzostw świata w Londynie oraz zdobyła medale mistrzostw Ameryki Południowej na czempionatach w Asunción i Guayaquil. Była też uczestniczką igrzysk olimpijskich w Tokio, na których odpadła w eliminacjach, uzyskując w tej fazie rozgrywek rezultat 55,81 m dający 16. i ostatnie miejsce w grupie oraz 29. miejsce w klasyfikacji końcowej.
W latach 2009–2023 wywalczyła łącznie dziewięć tytułów mistrzyni kraju w konkurencji rzutu dyskiem. Na mistrzostwach kraju rozegranych w 2009 roku otrzymała też złoty medal w konkurencji pchnięcia kulą.

## Osiągnięcia
| Rok     | Zawody                                      | Miasto              | Miejsce | Konkurencja    | Wynik |
| ------- | ------------------------------------------- | ------------------- | ------- | -------------- | ----- |
| 2004    | Młodzieżowe mistrzostwa Ameryki Południowej | Barquisimeto        | srebro  | rzut dyskiem   | 44,00 |
| 2006    | Mistrzostwa Ameryki Południowej             | Tunja               | 7.      | pchnięcie kulą | 12,01 |
| 2006    | Mistrzostwa Ameryki Południowej             | Tunja               | brąz    | rzut dyskiem   | 48,75 |
| 2006    | Młodzieżowe mistrzostwa Ameryki Południowej | Buenos Aires        | złoto   | rzut dyskiem   | 52,01 |
| 2007    | Mistrzostwa Ameryki Południowej             | São Paulo           | 5.      | rzut dyskiem   | 48,94 |
| 2007    | Igrzyska panamerykańskie                    | Rio de Janeiro      | 12.     | rzut dyskiem   | 46,11 |
| 2008    | Mistrzostwa ibero-amerykańskie              | Iquique             | srebro  | rzut dyskiem   | 53,10 |
| 2008    | Mistrzostwa Ameryki Środkowej i Karaibów    | Cali                | 4.      | rzut dyskiem   | 51,46 |
| 2009    | Mistrzostwa Ameryki Południowej             | Lima                | srebro  | rzut dyskiem   | 55,91 |
| 2009    | Mistrzostwa Ameryki Południowej             | Lima                | 6.      | pchnięcie kulą | 12,93 |
| 2009    | Uniwersjada                                 | Belgrad             | 8.      | rzut dyskiem   | 55,38 |
| 2010    | Mistrzostwa ibero-amerykańskie              | San Fernando        | 4.      | rzut dyskiem   | 54,30 |
| 2011    | Mistrzostwa Ameryki Południowej             | Buenos Aires        | srebro  | rzut dyskiem   | 54,91 |
| 2011    | Mistrzostwa świata                          | Daegu               | 12. H   | rzut dyskiem   | 53,69 |
| 2011    | Igrzyska panamerykańskie                    | Guadalajara         | 5.      | rzut dyskiem   | 57,17 |
| 2012    | Mistrzostwa ibero-amerykańskie              | Barquisimeto        | brąz    | rzut dyskiem   | 57,40 |
| 2012    | Igrzyska olimpijskie                        | Londyn              | 12. H   | rzut dyskiem   | 60,09 |
| 2013    | Mistrzostwa Ameryki Południowej             | Cartagena de Indias | brąz    | rzut dyskiem   | 57,04 |
| 2013    | Mistrzostwa świata                          | Moskwa              | 7. H    | rzut dyskiem   | 57,03 |
| 2013    | Igrzyska boliwaryjskie                      | Trujillo            | złoto   | rzut dyskiem   | 56,77 |
| 2014    | Igrzyska Ameryki Południowej                | Santiago            | złoto   | rzut dyskiem   | 59,65 |
| 2014    | Mistrzostwa ibero-amerykańskie              | São Paulo           | złoto   | rzut dyskiem   | 59,66 |
| 2015    | Mistrzostwa Ameryki Południowej             | Lima                | 4.      | rzut dyskiem   | 56,90 |
| 2015    | Igrzyska panamerykańskie                    | Toronto             | 5.      | rzut dyskiem   | 59,11 |
| 2015    | Mistrzostwa świata                          | Pekin               | 10. H   | rzut dyskiem   | 58,32 |
| 2016    | Mistrzostwa ibero-amerykańskie              | Rio de Janeiro      | złoto   | rzut dyskiem   | 58,84 |
| 2016    | Igrzyska olimpijskie                        | Rio de Janeiro      | 8. H    | rzut dyskiem   | 57,81 |
| 2017    | Mistrzostwa Ameryki Południowej             | Asunción            | brąz    | rzut dyskiem   | 59,73 |
| 2017    | Mistrzostwa świata                          | Londyn              | 15. H   | rzut dyskiem   | 52,81 |
| 2017    | Igrzyska boliwaryjskie                      | Santa Marta         | złoto   | rzut dyskiem   | 55,73 |
| 2019    | Mistrzostwa Ameryki Południowej             | Lima                | 4.      | rzut dyskiem   | 55,09 |
| 2019    | Igrzyska panamerykańskie                    | Lima                | 9.      | rzut dyskiem   | 53,42 |
| 2021    | Mistrzostwa Ameryki Południowej             | Guayaquil           | srebro  | rzut dyskiem   | 59,72 |
| 2021    | Igrzyska olimpijskie                        | Tokio               | 16. H   | rzut dyskiem   | 55,81 |
| 2022    | Mistrzostwa ibero-amerykańskie              | La Nucia            | srebro  | rzut dyskiem   | 59,39 |
| 2022    | Igrzyska boliwaryjskie                      | Valledupar          | złoto   | rzut dyskiem   | 59,38 |
| 2022    | Mistrzostwa świata                          | Eugene              | 11. H   | rzut dyskiem   | 57,78 |
| 2022    | Igrzyska Ameryki Południowej                | Asunción            | brąz    | rzut dyskiem   | 57,62 |
| 2023    | Mistrzostwa Ameryki Południowej             | São Paulo           | srebro  | rzut dyskiem   | 59,92 |
| 2023    | Mistrzostwa świata                          | Budapeszt           | 14. H   | rzut dyskiem   | 56,74 |
| 2023    | Igrzyska panamerykańskie                    | Santiago            | 9.      | rzut dyskiem   | 55,36 |
| Źródło: |                                             |                     |         |                |       |

## Rekordy życiowe
Jej rekord życiowy w konkurencji rzutu dyskiem to 61,10 m i został ustanowiony 2 sierpnia 2015 roku w Castellón (tym samym rezultatem ustanowiła też rekord Chile).